# کوین اودانون
کوین اودانون (انگلیسی: Kevin O'Donovan؛ ۱۹۲۲ – ۳ مهٔ ۱۹۹۲) بازیکن بسکتبال اهل جمهوری ایرلند بود. وی در بازی‌های المپیک تابستانی ۱۹۴۸ شرکت کرده‌است.